# Fgura
Fgura é uma pequena vila na Região Sudeste de Malta. Tem uma população de 13 066 segundo censo de 2021.